# マグダレーナ宮殿
マグダレーナ宮殿（スペイン語: Palacio de la Magdalena）は、スペイン・カンタブリア州サンタンデールにある宮殿。大西洋のビスケー湾とサンタンデール湾を隔てるマグダレーナ半島にある。1909年から1911年にかけて、スペイン王家の夏の離宮として建設された。設計はハビエル・ゴンサレス・リアンチョとゴンサロ・ブリンガス・ベガ。1982年2月12日には重要文化財に指定された。

## 歴史

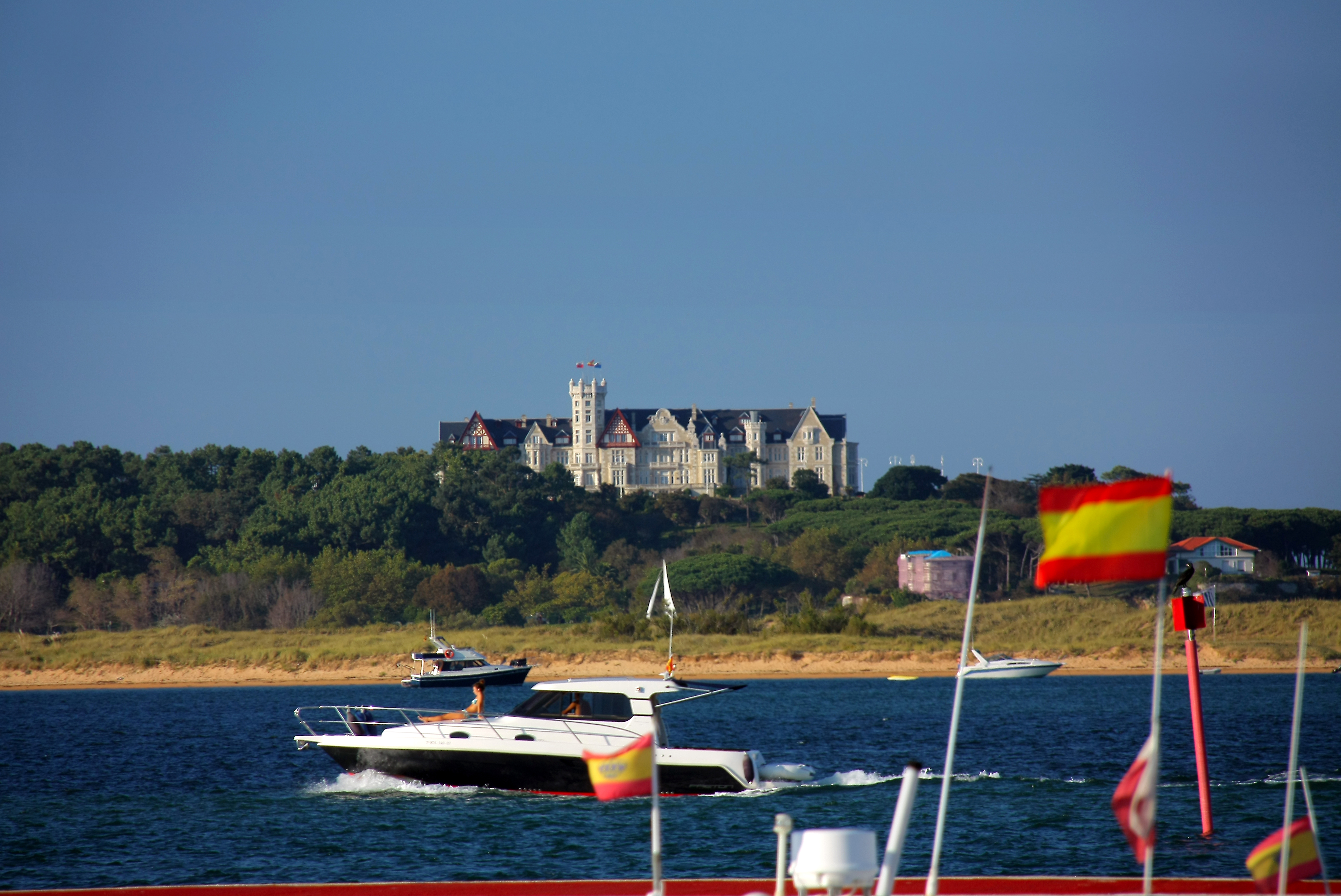
サンタンデール湾越しに見たマグダレーナ宮殿

マグダレーナ宮殿はサンタンデール市議会によって建設され、スペイン王アルフォンソ13世などのスペイン王家に贈られた建物である。ハビエル・ゴンサレス・リアンチョとゴンサロ・ブリンガス・ベガが設計を担当し、1909年から1911年に建設された。建設資金は一般市民からの寄付によっている。
1913年8月4日にはアルフォンソ13世が初めてマグダレーナ宮殿を訪れた。スペイン王家は毎年夏季に、避暑のためにマドリードからマグダレーナ宮殿にやってきて、レクリエーションやスポーツ活動の基地として宮殿を利用した。アルフォンソ13世はしばしばこの建物で政府会合も行っている。1931年にスペイン第二共和制が成立し、アルフォンソ13世は国外亡命を余儀なくされたため、アルフォンソ13世が最後にマグダレーナ宮殿を訪れたのは1930年である。
1932年にはマグダレーナ宮殿でサンタンデール国際夏期大学（現・メネンデス・ペラヨ国際大学）の夏期講座が行われるようになった。1975年以降のスペインの民主化期、1977年にはバルセロナ伯フアン・デ・ボルボンがマグダレーナ宮殿とマグダレーナ半島をサンタンデール市に返還した。1982年2月12日には重要文化財に指定された。1993年から1995年には改修工事が行われ、今日ではサンタンデール有数の観光地となっている。

## 建築
マグダレーナ宮殿は折衷主義建築であり、イギリスの建築様式、フランスの建築様式、カンタブリア地方の建築様式が組み合わせられている。2か所に玄関があり、ポルチコを持つ北側の入口は荷物用玄関、南側の入口は正面玄関である。正面玄関には八角形の塔が2つあり、両サイドに玄関に向かう階段がある。建物の壁面は石質のスレートで覆われている。内装で特徴的なのはルイス・ベネディート、ホアキン・ソローリャ、フェルナンド・アルバレス・ソトマジョールなどの画家の絵画が飾られた応接室である。
傾斜がきつい屋根を持つイギリスの農村部を模した厩舎群は、ハビエル・ゴンサレス・デ・リアンチョの設計である。1932年にマグダレーナ宮殿でサンタンデール国際夏期大学（現・メネンデス・ペラヨ国際大学）の夏期講座が行われるようになると、厩舎群は学生寮に改修された。2011年からアンテナ3が放送しているテレビドラマ「グラン・オテル」では、劇中に登場するホテルの外観にマグダレーナ宮殿が使用されている。

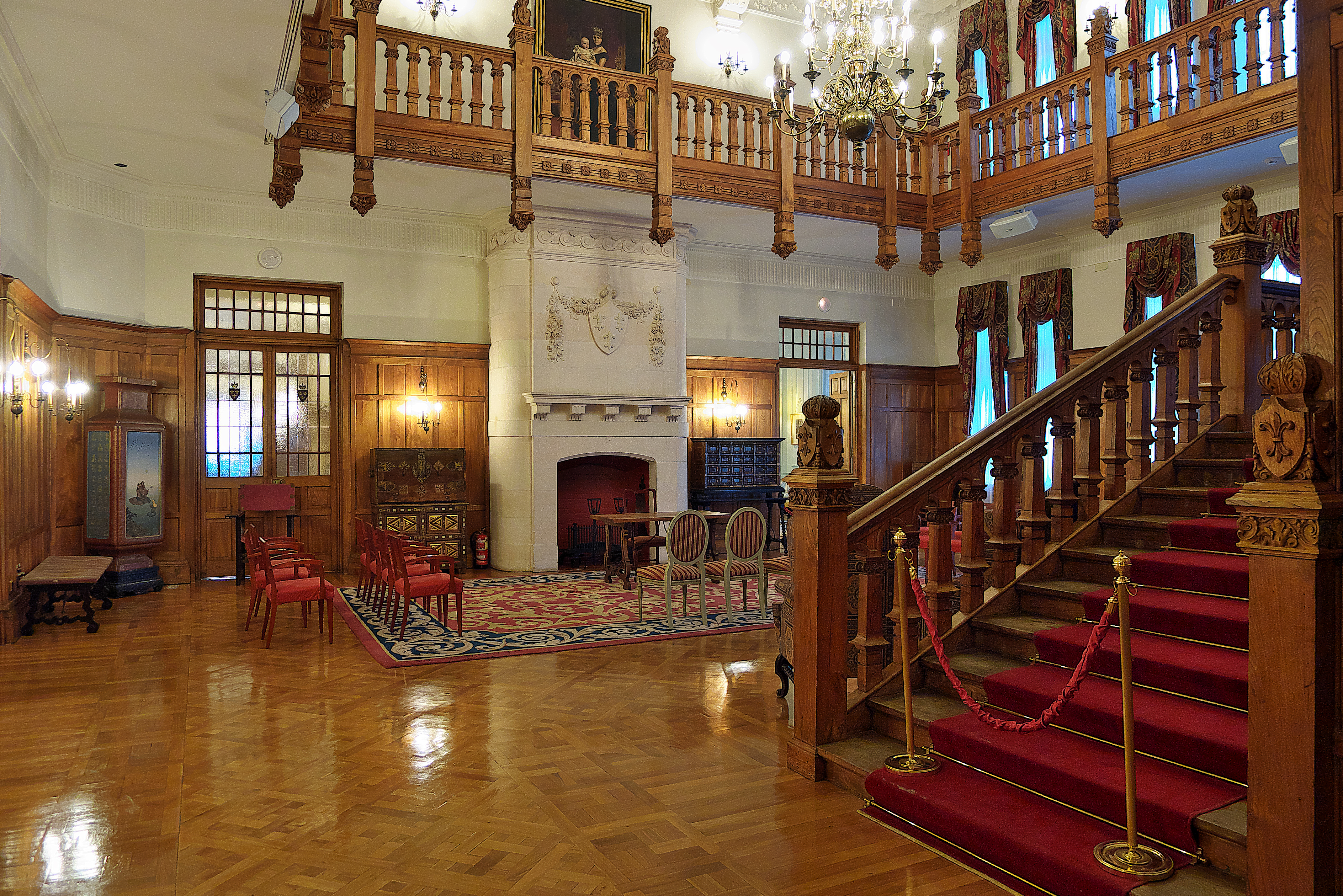
広間
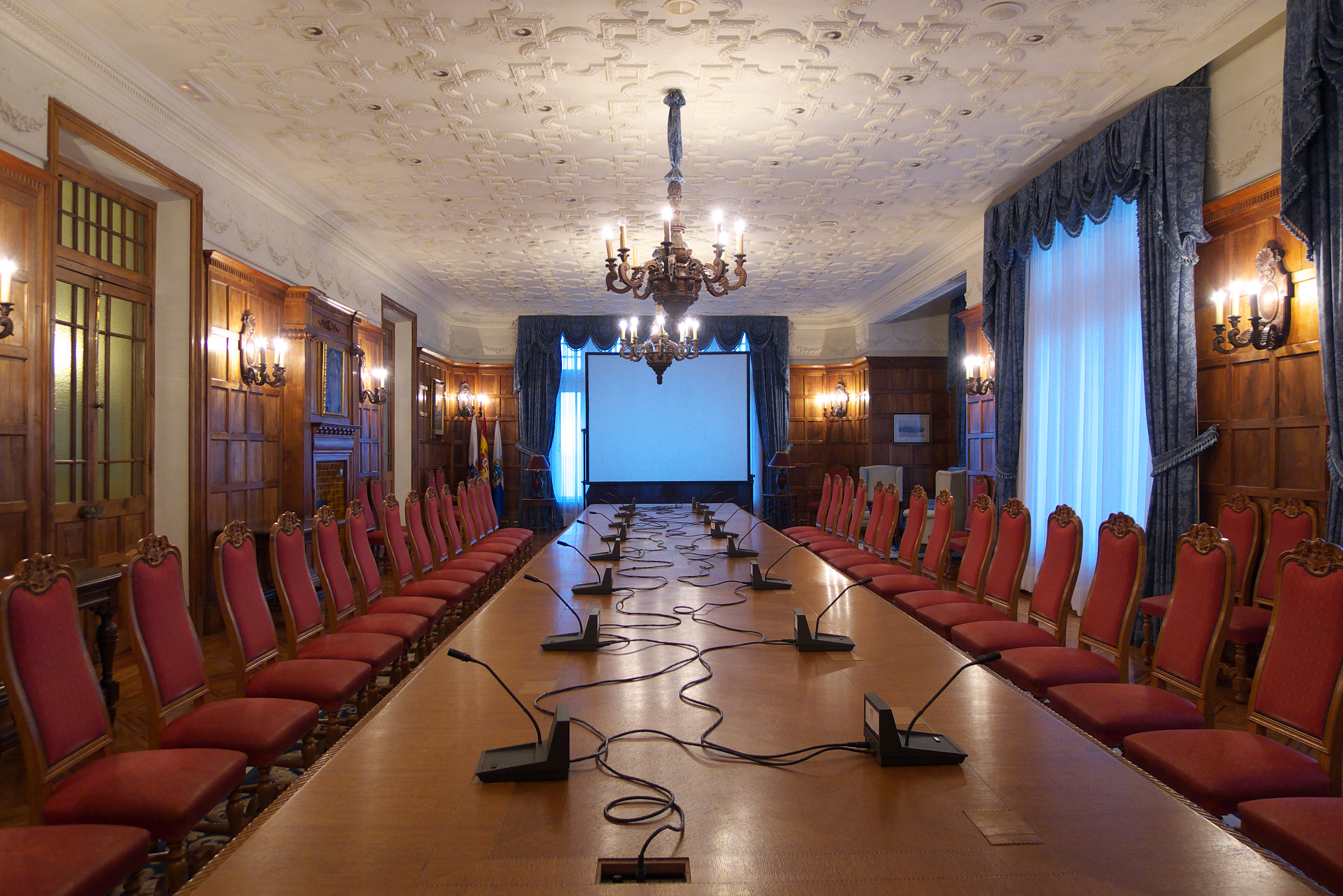
食事室
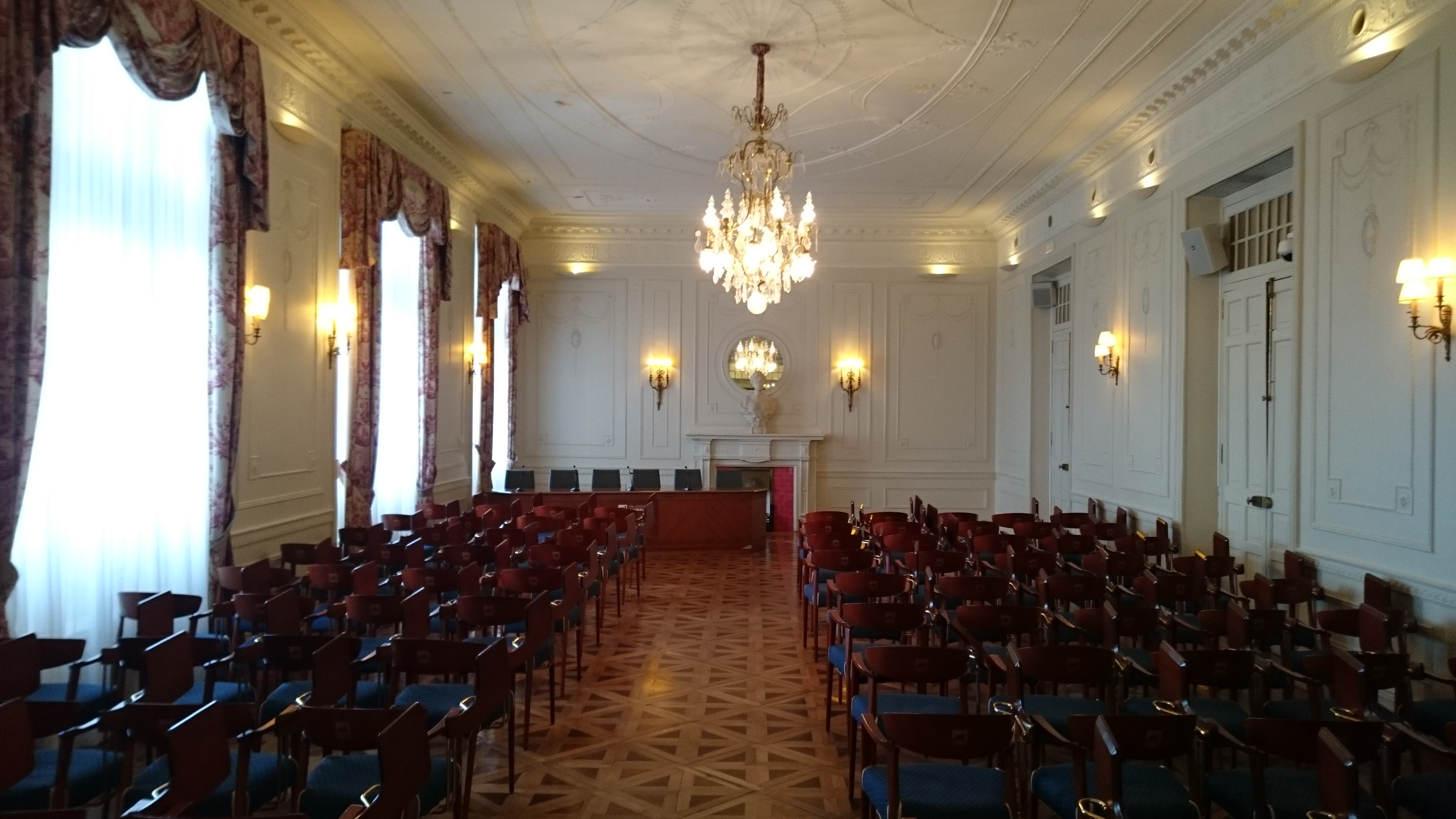
舞踏室
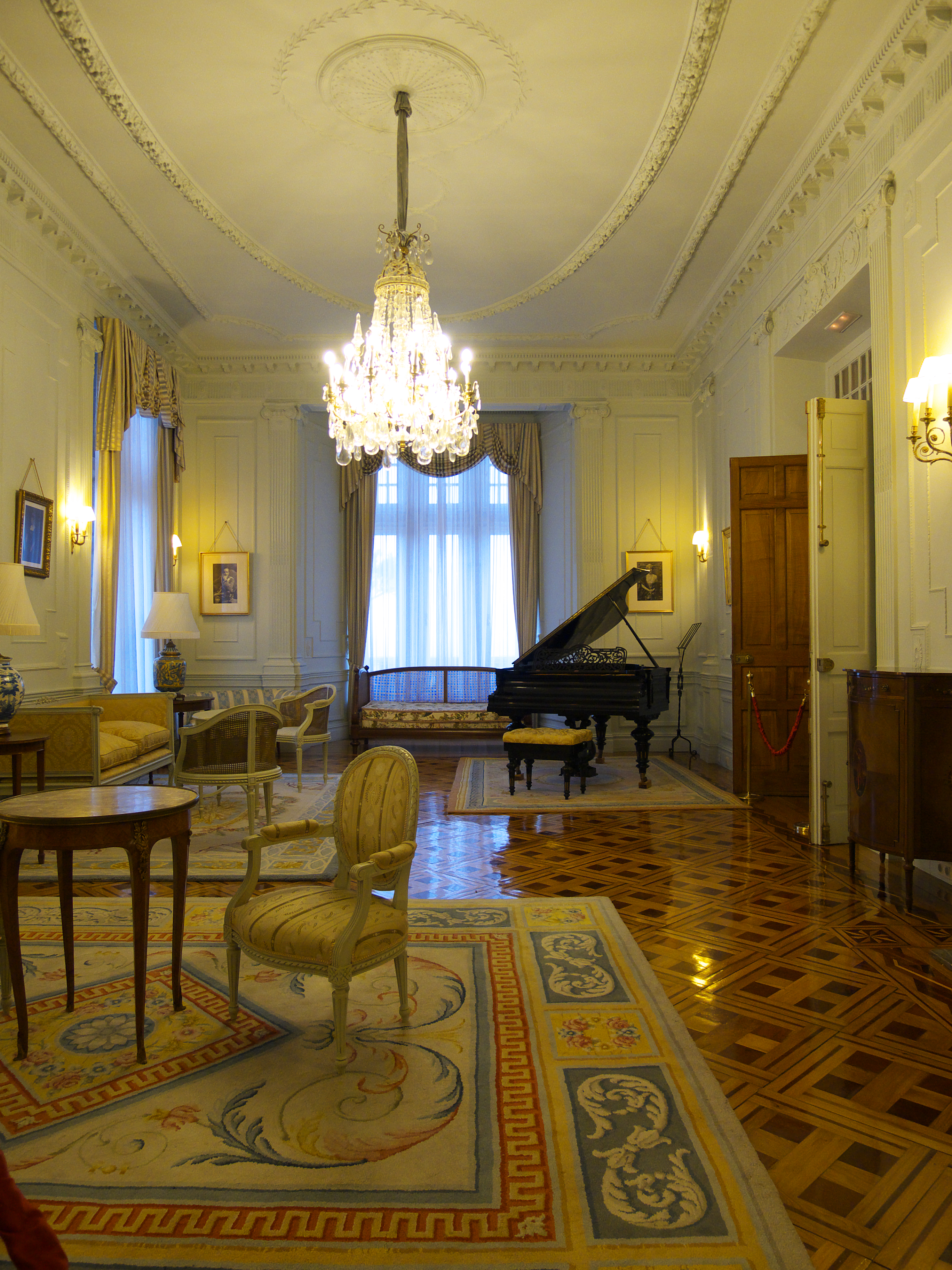
音楽室